# Lisy Alfhart
Lisy Alfhart (* 15. April 1908 in Frankfurt am Main; † 4. Juni 1996 ebenda, eigentlich: Elisabeth Alfhart) war eine deutsche Gewerkschafterin.

## Leben
Lisy Alfhart wuchs in einem sozialistisch geprägten Elternhaus auf. Sie versuchte sich an einer höheren Schulbildung, bei der sie jedoch auf Grund ihrer etwas ärmeren Herkunft drangsaliert wurde. So kehrte sie zur Volksschule zurück und machte ihren Abschluss an der Handelsschule. Sie lernte Kauffrau und trat dem Zentralverband der Angestellten (ZdA) und der Sozialistischen Arbeiterjugend (SAJ) bei. Politisch rückte sie jedoch näher zum Internationalen Sozialistischen Kampfbund (ISK) von Leonard Nelson, zu dem sie zunächst freundschaftliche Kontakte pflegte und ihm dann beitrat. In den 1920ern bildete Alfahart sich auch beruflich und politisch weiter. So besuchte sie die Wohlfahrtsschule von Marie Juchacz und wurde zur Fürsorgerin.
1930 heiratete sie ihren ersten Mann, von dem sie sich aber scheiden ließ, nachdem er der SA beigetreten war, während sie schon längst im Widerstand engagiert war. Alfhart war im Widerstand der ISK tätig und gehörte zum harten Kern der Frankfurter Gruppe. Während dieser Zeit arbeitete sie als Gärtnerin und als Fürsorgerin. Sie blieb als Widerstandskämpferin unentdeckt, während ihr zweiter Mann, Egon Alfhart, den sie aber erst 1944 heiratete, inhaftiert war.
Nach dem Zweiten Weltkrieg war sie am Aufbau der IG Metall in Frankfurt und Hessen beteiligt und leitete dort die Frauenarbeit. Sie war lange Jahre im Frauenausschuss des Vorstands und damit auch Delegierte auf den Bundeskongressen des Deutschen Gewerkschaftsbundes. 1972 ging sie in den Ruhestand. Politisch war sie zusammen mit ihrem Mann in der SPD aktiv und gehörte von 1946 bis 1988 dem Ortsvereinsvorstand von Heddernheim an. In Frankfurt gehörte sie als Stadtverordnete dem Stadtparlament an. Sie verstarb 1996 im Alter von 88 Jahren.

## Auszeichnungen
- 1968: Ehrenplakette der Stadt Frankfurt am Main[1]
- 1975: Großes Bundesverdienstkreuz